# 리쿠오국

리쿠오 국의 위치 (1869년)

리쿠오국(일본어: 陸奥国 りくおうのくに[*])은 보신 전쟁이 끝난 후, 무쓰국을 분할해서 만든 일본의 구니이다. 도산도에 위치하며, 영역은 현재의 아오모리현과 이와테현 니노헤군에 해당한다.

## 연혁
1869년 1월 19일(메이지 원년 12월 7일), 보신 전쟁에서 반대편에 섰던 오우에쓰 열번 동맹에 대한 처분이 내려졌다. 같은 날, 태정관 포고에 의해, 기존의 무쓰국(陸奧)을 리쿠오(陸奧) · 리쿠추(陸中) · 리쿠젠(陸前) · 이와시로(岩代) · 이와키(磐城)의 다섯 구니로 분할했다. 리쿠오 국은 원래의 무쓰 국과 한자 표기는 같다.

## 같이 보기
- 무쓰국
- 산리쿠
- 도호쿠 지방
- 도산도